# Henrik 7. (Tysk-romerske rige)
 For alternative betydninger, se Henrik 7.. (Se også artikler, som begynder med Henrik 7.)
Henrik 7. (ca. 1275 – 24. august 1313) var tysk konge (formelt: Romernes konge) fra 1308 og kejser af det Tysk-romerske rige fra 1312 til 1313. Han var den første kejser af Huset Luxemburg.